# Проволоцька Софія Федотівна
Софі́я Федотівна Проволоцька (28 грудня 1915 , Квітки, Канівський повіт, Київська губернія, Російська імперія  — невідомо ) — український радянський діяч, передовик сільськогосподарського виробництва. Депутат Верховної Ради УРСР 1-го скликання (1938–1947).

## Біографія
Народилася 28 грудня 1915 року в бідній селянській родині в селі Квітки, тепер Корсунь-Шевченківський район, Черкаська область, Україна.
У 1928 почала працювати в селі Лозоватка Одеської області. З 1931 року — колгоспниця, з 1934 року — ланкова рільничої бригади, потім — бригадир рільничої бригади радгоспу імені Мікояна села Мала Виска Маловисківського району Одеської (тепер — Кіровоградської) області. Збирала високі врожаї цукрових буряків: у 1937 році одержала 1104 центнери цукрового буряка з гектара.
У 1935 році вступила до комсомолу. У 1936 році обиралася делегатом Надзвичайного з'їзду стахановського руху. Була учасником Всесоюзної сільськогосподарської виставки 1939 року.
26 червня 1938 року обрана депутатом Верховної Ради УРСР 1-го скликання по Хмелівській виборчій окрузі № 118 Одеської області.
З липня 1938 року — інструктор стахановських методів праці з вирощування цукрових буряків Одеського цукробурякотресту.
Член ВКП(б) з серпня 1939 року.
З вересня 1939 по червень 1941 року навчалася в Одеській сільськогосподарській школі імені Кагановича.
Під час німецько-радянської війни з серпня 1941 року перебувала в евакуації у місті Сталінграді, де з вересня 1941 по серпень 1942 року працювала заступником голови виконавчого комітету районної ради міста. З серпня 1942 по квітень 1943 року — медсестра, начальник продовольства польового госпіталю № 3668/69. З квітня 1943 по травень 1944 року — завідувач відділу державного соціального забезпечення Кіровського району міста Ташкента Узбецької РСР. У червні 1944 року повернулася до Кіровоградської області.
З червня по вересень 1944 року — інструктор Маловисківського районного комітету КП(б)У Кіровоградської області.
З 5 вересня 1944 року — завідувач відділу державного забезпечення і заступник голови виконавчого комітету Хмелівської районної ради депутатів трудящих Кіровоградської області.
З 1972 року — персональний пенсіонер республіканського значення.

## Нагороди
- орден Леніна (7.02.1939)
- орден «Знак Пошани»
- Відмінник харчової індустрії (.11.1938)